# Kazimierz Iwiński
Kazimierz Iwiński (ur. 14 września 1918 w Kielcach, zm. 21 października 2012 w Łodzi) – polski aktor teatralny i filmowy.
Aktor spoczywa na Starym Cmentarzu w Łodzi.

## Teatr
- Teatr im. S. Jaracza w Olsztynie (1948-1950)
- Teatr im. J. Osterwy w Lublinie (1955-1957)
- Teatr Śląski w Katowicach (1957-1961)
- Teatr im. S. Jaracza w Łodzi (1961-1990)

## Filmografia
- Księga wielkich życzeń – Pensjonariusz
- Łabędzi śpiew – Wytworny pan kupujący samochód
- Ucieczka z miejsc ukochanych – Nauczyciel
- Łuk Erosa
- Znachor – Obrońca
- Gazda z Diabelnej – turysta z Radomia
- Rodzina Połanieckich – Lekarz w Krakowie
- Daleko od szosy – Właściciel mieszkania, które chcieli wynająć Ania i Leszek
- Zawodowcy – Komisarz
- Hubal – Oficer w dworku udający się na Węgry
- Najdłuższa wojna nowoczesnej Europy – ambasador Wielkiej Brytanii w Berlinie (odc. 6)
- Ballada o ścinaniu drzewa – Markiz Jean Baptiste Conio
- Złote Koło – Doktor Zych, lekarz w szpitalu psychiatrycznym